# イオナ (漫画)
『イオナ』は、澤井健による日本の漫画。
『ビッグコミックスピリッツ』（小学館）にて、1990年から1993年にかけて連載された。

## 概要
単行本は全9巻（小学館）、文庫版全6巻、電子版全6巻（文藝春秋）。ただし、単行本には収録されていないエピソードが多数ある。また、文庫版のみ「Sexy Dynamite in Elementary School」のサブタイトルが付けられている。
本編中のサブタイトルは、全て映画作品のタイトルに由来している。青年誌にて掲載されたが、露骨な性描写は描かれていない。
本編終了後、同社の『ビッグコミックスピリッツ21』にて、秀らが小学校を卒業してから3年後（高校1年生）を描いた番外編が2話掲載されたが未完である。
完結して25年が経っても人気は衰えておらず、マツコ・デラックスが「愛読書」と紹介した。また、2018年9月7日に文藝春秋より全6巻で電子版として復刻した（表紙は新規で書き下ろし）。

## あらすじ
鴻ノ宮小学校5年4組の担任が産休を取ることになり、代任として絶世の美女が赴任してきた。彼女の名は五十嵐一女、通称イオナ。 しかし彼女は、教師らしからぬセクシーファッションに身を包み、お気に入りの児童を公然と依怙贔屓し、さらには児童たちに過激な性教育を行う傍若無人振りで、生徒や周囲の人々を振り回していく。5年4組の児童たちはイオナに振り回されつつも進級し6年生となり、クラス替えはなく4組のまま、担任もイオナのままで1年を過ごす。そして翌年春、いよいよ児童たちは卒業、そしてイオナとはお別れと思いきや、6年4組の児童たちは自らの意思で『留年』することを決意、そのまま7年4組として鴻ノ宮小学校で勉学をイオナとともにする。そしてもう1年が過ぎた翌年の春、今度こそ、本当のお別れがやってきた。しかし、卒業式の日、もうその場にイオナはいなかった。

## 登場人物
五十嵐一女（いがらし イオナ）
主人公、通称イオナ。鴻ノ宮小学校へは代任教師として2年少しほど赴任する。5・6・7年4組の担任。自他共に認める美人で、モデル顔負けのグラマラスな女性。素性は一切謎だが、私生活は裕福ではない様子。下品で毒舌な一方生徒思いのいい性格で、特に秀を贔屓している。また、かなりの酒豪・大食漢・ヘビースモーカーでもある。太くて長いモノと絶倫の男が好きで、実物の男性器を見ることは出来ても実は描けない（自称）清純派。髪のセットは、君枝の父親に無料奉仕で行ってもらっている。人一倍の静電気体質であり、特に冬場は常に気をつけておかないと髪の毛が爆発したようにボサボサとなる。花粉症には罹らない。ポーラとは仲が良い。スリーサイズは、90・56・88。
秀らが卒業した日、忽然と姿を消す。
＜番外編＞秀らが卒業してから3年後、鴻ノ宮小学校1年生となった高須金時のクラス担任として、再び秀たちの前に現れる。
遠藤秀（えんどう しゅう）
父子家庭（母親は2歳頃に他界）の少年で、父と兄の3人暮らし。3月5日生まれ。素直かつ平和主義者で、女子からの人気は高い。洋一とは家が隣同士で親友。無類の動物好きで、泳げない。イオナの「教育」によって、誰とでも平気でキスをする。6年生のとき夢精を迎えた。イオナとはトイレで初めて会ってから、ずっと慕っている。父親似。
＜番外編＞高校1年生になっても相変わらずモテており、靴箱には大量のラブレターが入っている。そして、哲也とともに既に喫煙者である。
田辺洋一（たなべ よういち）
髪が赤い少年。B型。両親と14歳下の妹・沙世子（さよこ）の4人家族。スケベで頭は悪いが悪知恵の天才で、性教育にも詳しい。特技はスカートめくり。追い詰められると、途端に（小学生にとって）難解な言葉が流暢に出る。爬虫類が苦手。まどかとは幼稚園からの幼馴染。秀とはキス済み。6年生のとき生徒会長に就任した。イオナによって感電した唯一の男子。母親似。卒業後はクラスでただ1人、公立中学校へ進学し、髪を黒く染めさせられた。
＜番外編＞高校には進学していないようで、街の不良たちとつるんでいるが、楽し気な様子ではない。
藤田哲也（ふじた てつや）
秀&洋一の友人で、生まれて間もない頃からモヒカン刈り。O型。愛称は「哲っちゃん」。母子家庭。冷静なツッコミ役。秀とはキス済み。中学に入ると髪を伸ばし始め、モヒカンをやめている。そばかすは母親譲り。
＜番外編＞イオナが鴻ノ宮小学校に戻ったと聞き、秀やまどからと再び鴻ノ宮小学校を訪れる。職員室で久々の対面を果たすが、イオナからヘッドロックを仕掛けられたときには「胸が当たる…」と純情な面も見せる。
菊池まどか（きくち まどか）
4組の学級委員長。A型。両親、祖母、姉と妹の6人家族。スポーツ万能で才色兼備。洋一とは幼稚園からの幼馴染。当初はイオナを快く思っていなかったが、だんだん毒され、彼女に似る。秀とはキス済み。イオナの「教育」により、男性器の断面図が描ける。中学生以降は髪を短くしてショートヘアで通している。気の強さは母親譲り。
＜番外編＞ショートヘアで通している。彼氏から二人きりで旅行に行こうとしつこく言われ、困惑している。
小林君枝（こばやし きみえ）
まどかと氏子の友人。A型。おかっぱ頭に眼鏡をかけている。実家は理容店。氏子とはいつも一緒。哲也が好きな様子。イオナの「教育」により泳げるようになった。バカ呼ばわりを嫌がる。
＜番外編＞髪を伸ばし、コンタクトレンズに変えた。
高須氏子（たかす うじこ）
まどか&君枝の友人で、生粋のお嬢様。（自称）スージー。AB型。父親は旅行会社の営業課長、母親は資産家。飼い犬の名はカンナ（顔は彼女に瓜二つ）。動物達に襲われやすい。
＜番外編＞ショートヘアにしている。
赤石（あかいし）
5年の時から体毛が生え、のどぼとけも出て更に陰毛も生えてきている早熟な男子であり、実家は神社。秀とはキス済み（?）。
佐藤博之（さとう ひろゆき）
ポッチャリ体型の男子であり、実家は肉屋。秀とはキス済み。
阿部オサム（あべ オサム）
酒屋の息子。秀とはキス済み。イオナは彼の店の常連客でもある。
智恵子（ちえこ）
ショートボブな髪型で、八百屋の娘。まどかとは仲が良い。
増子菜摘（ますこ なつみ）
三つ編みの美少女だが、病弱体質でもあり、医者からは運動することを禁止されている。イオナと会うまではやや引っ込み思案な性格であったが、徐々に克服しつつある。
大泉巴（おおいずみ ともえ）
天然パーマでどっしりとして体格の良い、米屋の娘。鉛筆を素手で折れる。イオナによって感電した唯一の女子。

### 鴻ノ宮小学校
三木野り平（みきの りへい）
鴻ノ宮第一小学校校長・兼イオナのスポンサー。60歳を超えている。色香に弱い。ピラニアを飼っている。時には妹（りへ子）を使って経費を安く浮かせる。物語終盤ではヨーロッパ研修に赴く。
ポーラ・阿武虎（あぶどら）
鴻ノ宮第一小学校の副校長。ヨーロッパ研修に行った校長と入れ替わりに鴻ノ宮第一小学校へ来た。常人離れした身体能力を持つ女性。父親は不明、母親はスカンジナビア系スウェーデン（?）人のハーフ。昔はモデルだった。男性関係は豊富であり、彼女を追ってやってきた元彼と校内でも堂々と性行為した（※しかも地震並みの激しい行為）。2ｍを超えた長身。イオナとは仲が良い。どんな時でもマイペースであり、ある意味イオナ以上に謎が多い。最後は催眠術にかけられ、野鳥のように大空を羽ばたいてしまう。
折橋（おりはし）
鴻ノ宮第一小学校の教師。5・6学年の主任 → 教頭 → 校長。おかっぱ頭で20年以上も勤めている古株の1人。昔は髪が長かった。生真面目な性格で、イオナが赴任した当初は快く思っていなかったが、やがて彼女に毒される。既婚者であり、高校生の息子・学（まなぶ）や児童たちからは、髪型のことで嫌がられている。痔を患っている。イオナのクラスを偵察しては災難に遭い、置き去りにされている。彼だけ秀からキスを拒まれている。
鴫原（しぎはら）
鴻ノ宮第一小学校の教師。5・6学年の1組担任。体育担当。校内では常にジャージ姿。（自称）元水泳選手にして、現役トライアスロン選手。水難救助訓練によって、自らドザエモンに当たり、秀にディープキスされる。
木村（きむら）
鴻ノ宮第一小学校の女性教師。5・6学年の2組担任。いちまさんに似た風貌で美肌。
大関 武男（おおぜき たけお）
鴻ノ宮第一小学校の教師。理科担当。眼鏡キャラ。5・6学年の3組担任。理科準備室は彼の領分。彼もまたイオナに影響される。
紀伊（きい）
鴻ノ宮第一小学校の女性教師。イオナが赴任するまで4組の担任を務めていた。現在5つ子の母親。名前のみ登場。

### その他
聖一と秀の父親
40歳前後。ある機械設計事務所の主任。9年以上も寡暮らしを続けている。イオナに恋心を寄せ、プロポーズをするが振られた（しかしキスはしている）。彼もまた痔持ちで、20分はトイレに篭る。泣き上戸でかなりの子煩悩。夢精できるほど、性欲はいまだ盛んな様子。
遠藤聖一（えんどう せいいち）
秀より5歳上の兄。さやかとは高校の同級生、かつ恋人同士（?）。高3までは家事一切を引き受け、17歳まで童貞を守ってきたが、エロ本を隠し持つ健全な男子でもある。普段からクールで滅多に動揺しない。母親似で料理上手。成績優秀で大学は推薦入学で入った。
菊池文彦（きくち ふみひこ）
さやか・まどか・あすかの父親で、小児科医。生真面目な妻に弱い。少々スケベ。
菊池さやか（きくち さやか）
まどかより5歳上の姉。髪がストレートで長い美人。聖一とは同級生、かつ付き合っている。17歳まで処女だった。
宍戸順基（ししど じゅんき）
週刊誌記者。イオナの素性を影で調べ回った唯一の男。イオナを一時的に停職へ追いやるも、のちに彼女からしっぺ返しを食らう。さらに1年後、落雷の直撃を受けて意識不明の重体に陥る。4組の児童全員を留年させた元凶の人物。
高須金時（たかす きんとき）
氏子より6歳下の弟。姉とは全く似ていない美少年。＜番外編＞ではイオナが受け持つ生徒である。

## イベント
バブル末期の頃、ジュリアナ東京を借り切って「第一回ミス・イオナコンテスト」が華々しく開催された。
2000通とも言われた応募者の中からグランプリに選ばれたのは、東京都出身の北山亜紀子（後にビリヤードの女子プロになっている）、賞金30万円を手にした。有名ニューハーフ「峰ふじこ」嬢が特別賞を受賞している。ゲストはスチャダラパー。審査員として、山田玲司が参加。